# Andrés Henestrosa
Andrés Henestrosa Morales (Ixhuatán, 30 november 1906 - Mexico-Stad, 10 januari 2008) was een Mexicaans dichter, essayist, schrijver, onderwijzer, politicus en taalkundige. Henestrosa was van Zapoteekse afkomst en is vooral bekend wegens zijn ontwikkeling van een transcriptie van het Zapoteeks in het Latijns alfabet.
Henestrosa was afkomstig uit de staat Oaxaca en sprak als kind alleen Zapoteeks. Op zijn vijftiende verhuisde hij naar Mexico-Stad waar hij Spaans leerde. Hij studeerde rechtsgeleerdheid maar maakte zijn studie niet af om aan de Nationale Autonome Universiteit van Mexico (UNAM) een letterenstudie te kunnen volgen. Op voorstel van Alfonso Caso stelde Henestrosa de mythes en fabels die hij in zijn jeugd had meegekregen op schrift.
In 1929 steunde Henestrosa de presidentscampagne van José Vasconcelos. Henestrosa heeft uitgebreide verslagen geschreven van Vasconcelos' verkiezingtournee door Mexico, die echter verloren zijn gegaan. In 1936 kon hij dankzij een beurs van de Guggenheimstichting in de Verenigde Staten onderzoek te doen naar de Zapoteekse cultuur, dat uiteindelijk leidde tot de ontwikkeling van een Zapoteekse spelling.
Een groot deel van zijn leven doceerde Henestrosa aan de UNAM, onder andere taal- en letterkunde. Van 1982 tot 1988 was hij namens de Institutioneel Revolutionaire Partij (PRI) senator voor Oaxaca. Henestrosa ontving in 1993 de Eremedaille Belisario Domínguez, Mexico's hoogste onderscheiding.
- Biblioteca Nacional de España: XX927893
- Bibliothèque nationale de France: cb12176380t (data)
- Catàleg d'autoritats de noms i títols de Catalunya: 981058526264806706
- Gemeinsame Normdatei: 131394916
- International Standard Name Identifier: 0000 0001 1506 956X
- Library of Congress Control Number: n80149118
- MusicBrainz: cc719055-3bd0-40cb-b90c-f31284385d05
- Nationale Bibliotheek van Tsjechië: jx20100310002
- Nationale Bibliotheek van Israël: 987007603753105171
- Nederlandse Thesaurus van Auteursnamen: 086650440
- SNAC: w6rj6t8z
- Système universitaire de documentation: 030325110
- Virtual International Authority File: 2514391
- WorldCat: E39PBJg4gRwDFkYdtfXb9fp3wC